# إيمرسون خوسيه دا كونسيساو
إيمرسون خوسيه دا كونسيساو هو لاعب كرة قدم برازيلي في مركز حراسة المرمى، ولد في 3 أغسطس 1982 في Rancharia ‏ في البرازيل. لعب مع نادي بوا إيسبورت.

## وصلات خارجية
- إيمرسون خوسيه دا كونسيساو على موقع قاعدة بيانات كرة القدم.إي يو (الإنجليزية)
- إيمرسون خوسيه دا كونسيساو على موقع Soccerway.com (الإنجليزية)